# Stazione di Casal Sabini
La stazione di Casal Sabini è stata una stazione ferroviaria a servizio della frazione omonima e si trova sulla ferrovia Rocchetta Sant'Antonio-Gioia del Colle gestita da RFI.

## Movimento
Tramite comunicato ufficiale da parte di Trenitalia nel 2016, la stazione è stata soppressa insieme all'intera tratta.
Nella stazione, con la funzione di capolinea, fermavano i treni provenienti dallo stabilimento Ferrosud, con raccordo ferroviario, che innestandosi nella Gioia del Colle-Rocchetta Sant'Antonio, arrivavano nella stazione di Gioia del Colle e imboccavano la Bari-Taranto per arrivare a Bari Centrale e quindi a tutta l'Italia attraverso la Ferrovia Adriatica.